# Jordanoleiopus fuscosparsutus
Jordanoleiopus fuscosparsutus är en skalbaggsart som beskrevs av Stefan von Breuning 1970. Jordanoleiopus fuscosparsutus ingår i släktet Jordanoleiopus och familjen långhorningar. Inga underarter finns listade i Catalogue of Life.